# San Holo
Sander van Dijck (Zoetermeer, Países Bajos, 26 de noviembre de 1990), de nombre artístico San Holo, es un DJ, músico, compositor y productor neerlandés., conocido por su remix de la canción de Dr. Dre, The Next Episode, el cual lleva actualmente más de 244 millones de vistas en YouTube.

Ha publicado su música en varias discográficas que incluyen Spinnin' Records, OWSLA, Barong Family, y Monstercat. Posteriormente, fundó Bitbird, una discográfica en la que ha lanzado varios de sus sencillos incluyendo Stiil Looking y Light, además de su álbum debut titulado album1. Su primer EP, Cosmos, fue lanzado vía Herioc el 18 de septiembre de 2014, posicionándose en el Top 100 Electronic de descargas en iTunes. Su álbum debut, album1, fue lanzado vía Bitbird el 21 de septiembre de 2018, debutando en el puesto #7 de la lista semanal de Billboard, Dance/Electronic Albums .

## Antecedentes
Van Djick estudió Producción Musical y Guitarra en la Universidad de Codarts. Más tarde se graduó en 2012. Antes de volverse un conocido DJ y productor,  enseñaba a niños a tocar la guitarra y trabajaba con varias bandas. Años después, van Djick empezó trabajando para varios DJs como "ghost producer". Su producción experimentó un considerable éxito comercial lo que lo llevó a trabajar como solista y crear el nombre artístico de San Holo.

## Historia

### 2013-2014: Heroic Recordings y Walt Disney Pictures
A inicios de 2013, San Holo publicó su poco conocido EP titulado Corellia. Más tarde en octubre del mismo año, publicó su segundo EP, Demons.
San Holo empezó a hacer música en 2013, ganando más reconocimiento en 2014, cuando firmó con la disquera Heroic Recordings. Cosmos EP fue lanzado el 18 de septiembre de 2014, posicionándose en el Top 100 Electronic de descargas en iTunes.
En septiembre de 2014, Walt Disney Pictures amenazaron con poner una demanda en contra del productor Sander van Dijck. Esto debido a la similitud de su nombre artístico San Holo con el personaje de la saga Star Wars, Han Solo
En noviembre de 2014, publicó su remix de The Next Episode, el cual alcanza actualmente la cifra de 208 millones de vistas.

### 2015:MonstercatySpinnin' Records
El 4 de mayo de 2015, publicó su sencillo Victory vía Monstercat. El 25 de mayo de 2015, también publicó un video musical de su sencillo Hold Fast en Monstercat; ambas canciones se volverían parte del álbum recopilatorio Monstercat 022 - Contact y del EP de San Holo titulado Victory, ambos lanzamientos publicados por Monstercat. El 4 de septiembre de 2015, lanzó un video musical de su sencillo IMISSU en colaboración con Father Dude en Spinnin' Records. El 2 de octubre de 2015, lanzó su remix de la canción de Porter Robinson, Natural Light. Aquel remix formaría parte del álbum de remixes, Worlds Remixes.

### 2016: OWSLA y Bitbird
El 26 de enero de 2016, publicó su sencillo en colaboración con Yellow Claw nombrado Alright a través de OWSLA. Más tarde, la canción formaría parte del álbum recopilatorio OWSLA Worldwide Broadcast. El 11 de marzo de 2016, liberó su EP titulado New Sky, incluyendo dos sencillos: New Sky y They Just Haven't Seen It, este último en compañía de The Nicholas. Tanto el extended play como el video musical del segundo sencillo fueron publicados vía Monstercat. Las dos canciones del EP formarían parte del álbum de recopilación Monstercat 026 - Resistance. El 5 de junio de 2016, hizo un prelanzamiento de su canción RAW, la cual apareció como pista de fondo en los créditos del episodio 7 de la 3° temporada de la serie estadounidense Silicon Valley. Un mes después, el 19 de julio de 2016 publicó la canción en su totalidad.
El 7 de junio de 2016, lanzó Still Looking, canción que publicó en su propia disquera, Birbird. El 22 de noviembre de 2016, liberó su sencillo Light vía Bitbird, el cual debutó en el puesto #38 en la lista semanal de Dance/Electronic Songs de Billboard en semana del 17 de diciembre de 2016. En la semana siguiente subió 12 puestos, llegando al puesto #26 después de varios streamings. La semana siguiente continuo subiendo hasta la posición #19 en la semana del 31 de diciembre de 2016. La pista logró su posición más alta al llegar al puesto #13 el 11 de febrero de 2017. Light duró un total de 20 semanas en la lista de Billboard, Hot Dance/Electronic. Desde ese entonces superó las 100 millones de streamings en Spotify.

### 2017–presente:Album1y Casilofi
El 25 de abril de 2017, publicó una versión acústica de su sencillo We Rise. Dos meses más tarde, el 30 de junio de 2017 lanzó The Future, su primer sencillo del 2017 en conjunto con James Vincent McMorrow.
El 12 de septiembre de 2017, Sander publicó su segundo sencillo del año, I Still See Your Face, seguido de los remixes de la canción el 31 de octubre de 2017. Su última canción del año titulada One Thing, fue lanzada el 17 de noviembre de 2017. Para finalizar el año, publicó su EP de nombre The Trip, el cual fue lanzado el 26 de diciembre de 2017.
Semanas después, publicó el primer volumen de remixes de su canción One Thing el 12 de enero de 2018. El segundo volumen de remixes fue publicado el 9 de febrero de 2018. Ambos volúmenes de remixes fueron publicados en su disquera Birbird.
El 1 de mayo de 2018, a inicios de julio de 2018, Sander subió videos en su canal de YouTube que contenían imágenes detrás de escena de sus próximas canciones, revelando más tarde que formarían parte de su próximo álbum. El 26 de julio de 2018 subió otro video en el que anunciaba su álbum debut, album1. El 3 de agosto de 2018, publicó sus dos sencillos de su próximo álbum debut lanzado en Bitbird: Worthy y Lift Me From The Ground, mientras que anunciaba su próxima gira de conciertos. Lift Me From The Ground llegó al puesto #42 en la lista de Hot Dance/Electronic Songs durante la semana del 18 de agosto de 2018. El 31 de agosto se liberó Brighter Days, un sencillo en colaboración con Bipolar Sunshine para su próximo álbum, junto con un vídeo lírico oficial para la pista. Las compras anticipadas para album1 estuvieron disponibles el 7 de septiembre de 2018, junto al anuncio de la fecha de lanzamiento del álbum en la cuenta de Twitter oficial de San Holo. Otro sencillo del album1 fue lanzado el 14 de septiembre de 2018, en colaboración con Duskus. En la semana del 21 de septiembre de 2018, fecha de lanzamiento de album1, dos sencillos más fueron lanzados por Sander: Surface, presentando a la banda de post-rock Caspian y las vocales no acreditadas de Fazerdaze, y Voices In My Head en conjunto con The Nicholas.
Poco tiempo después de su lanzamiento, el álbum lideró la lista de Top Albums de iTunes en países como Estados Unidos y Canadá. La semana siguiente, album1 debutó en la posición #7 en la lista de Dance/Electronic Albums para la semana de 6 de octubre de 2018, convirtiéndolo en el primer álbum de San Holo en llegar al Top 10. Simultáneamente, tres canciones de album1 entraron en la lista de Dance/Electronic Songs en la semana del 6 de octubre de 2018; Lift Me From The Ground volvió a entrar en la lista en el puesto #39, mientras que Show Me y Brighter Days debutaron en la posición #42 y #49 respectivamente.
El 28 de diciembre de 2018, Sander anunció el resurgimiento de Casilofi, su primer proyecto musical que tuvo antes de San Holo. Este anuncio vino seguido de varios teasers publicados en sus redes sociales y de la publicación de un EP titulado Create, Create, Create en ese mismo día. Dicho EP consistió de 4 canciones remasterizadas del proyecto original.
El 22 de febrero de 2019,  publicó Lead Me Back, el primer sencillo del álbum de recopilación Gouldian Finch 3 recopilación, el cual se publicó el 5 de abril de 2019.

## Discografía

### Álbumes

#### Álbumes de estudio
| Año  | Título                  | Mejor posición en listas | Mejor posición en listas |
| Año  | Título                  | PB Album Top 100         | EUA Dance                |
| ---- | ----------------------- | ------------------------ | ------------------------ |
| 2018 | album1                  | 80                       | 7                        |
| 2021 | bb u ok?                | —                        | —                        |
| 2023 | EXISTENCIAL DANCE MUSIC | —                        | —                        |

#### Álbumes de comentarios
- 2019: album1 (commentary)

#### Álbumes de remezclas
- 2019: album1 (a lot of remixes)
- 2022: bb u ok? deluxe
- 2025: WE RISE: THE COLLECTION

### EPs
| Año  | Título                                 | Discográfica        |
| ---- | -------------------------------------- | ------------------- |
| 2013 | Corellia                               | Sin discográfica    |
| 2013 | Demons                                 | Sin discográfica    |
| 2014 | Cosmos EP                              | Heroic Recordings   |
| 2014 | Cosmos Remixes                         | Heroic Recordings   |
| 2015 | Victory                                | Monstercat          |
| 2015 | Victory (Remixes)                      | Monstercat          |
| 2016 | New Sky                                | Monstercat          |
| 2016 | Still Looking (Remixes)                | bitbird             |
| 2017 | Light (Remixes)                        | bitbird             |
| 2017 | The Future (Remixes)                   | bitbird             |
| 2017 | I Still See Your Face - The Remixes    | bitbird             |
| 2017 | The Trip EP                            | bitbird             |
| 2018 | One Thing (Remixes Vol. 1)             | bitbird             |
| 2018 | One Thing (Remixes Vol. 2)             | bitbird             |
| 2018 | Right Here, Right Now - Remixes        | bitbird             |
| 2018 | worthy / lift me from the ground       | bitbird             |
| 2018 | Create, Create, Create (como Casilofi) | bitbird             |
| 2019 | Lost Lately (very nice remixes)        | bitbird             |
| 2020 | Honest (Remixes) [feat. BROODS]        | bitbird             |
| 2020 | Stay Vibrant                           | bitbird             |
| 2022 | All the Highs (Alternate Versions)     | Helix Records       |
| 2024 | what is life?                          | SHINE LIGHT Records |

### Sencillos
| Año  | Título                                               | Mejor posición en listas |
| Año  | Título                                               | EUA Dance                |
| ---- | ---------------------------------------------------- | ------------------------ |
| 2014 | You Only Know (con Boehmer)                          | —                        |
| 2015 | We Rise                                              | —                        |
| 2015 | Dump It (ft. TWRK)                                   | —                        |
| 2015 | Can't Forget You (ft. The Nicholas)                  | —                        |
| 2015 | BWU                                                  | —                        |
| 2015 | IMISSU (ft. FATHERDUDE)                              | —                        |
| 2016 | Alright (con Yellow Claw)                            | —                        |
| 2016 | New Sky                                              | —                        |
| 2016 | The Just Haven't Seen It (ft. The Nicholas)          | —                        |
| 2016 | Still Looking                                        | —                        |
| 2016 | RAW                                                  | —                        |
| 2016 | OK! (con Jauz)                                       | —                        |
| 2016 | Light                                                | 13                       |
| 2016 | Lines Of The Broken (con DROELOE, ft. CUT_)          | —                        |
| 2017 | The Future (ft. James Vincent McMorrow)              | 50                       |
| 2017 | I Still See Your Face                                | —                        |
| 2017 | One Thing                                            | —                        |
| 2018 | Right Here, Right Now                                | —                        |
| 2018 | Summertime (con Yellow Claw)                         | 39                       |
| 2018 | Worthy                                               | —                        |
| 2018 | Lift Me From The Ground                              | 39                       |
| 2018 | Show Me                                              | 42                       |
| 2018 | Brighter Days                                        | —                        |
| 2018 | Forever Free                                         | —                        |
| 2018 | Surface                                              | —                        |
| 2018 | Voices In My Head                                    | —                        |
| 2019 | Lead Me Back                                         | 49                       |
| 2019 | Lost Lately                                          | —                        |
| 2020 | Honest (feat. BROODS)                                | —                        |
| 2020 | (if only I could) hold you                           | —                        |
| 2020 | don't forget to breathe today                        | —                        |
| 2020 | in the end I just want you to be happy               | —                        |
| 2020 | idk anything (demo)                                  | —                        |
| 2020 | in case I never see you again... (con Analogue Dear) | —                        |
| 2020 | we're all just on our way home (con Luwten)          | —                        |
| 2020 | bb u ok?                                             | —                        |
| 2021 | IT HURTS!                                            | —                        |
| 2021 | MY FAULT                                             | —                        |
| 2021 | black and white                                      | —                        |
| 2021 | you've changed, i've changed (con Chet Porter)       | —                        |
| 2022 | We Will Meet Again (con Jai Wolf)                    | —                        |
| 2022 | All the Highs                                        | —                        |
| 2022 | keep you to myself                                   | —                        |
| 2023 | DON'T LOOK DOWN (con Lizzy Land)                     | —                        |
| 2023 | Out of Options (con midwxst)                         | —                        |
| 2023 | BRING BACK THE COLOR (con AURORA)                    | —                        |
| 2023 | Feel Something Real                                  | —                        |
| 2023 | NO PLACE IS TOO FAR (con Whethan y Selah Sol)        | —                        |
| 2024 | GLOW (con AU/RA)                                     | —                        |
| 2024 | what is life? (con Bipolar Sunshine)                 | —                        |
| 2024 | disappear (con artemis orion y Dobi)                 | —                        |
| 2024 | Feel Again (con Tchami)                              | —                        |
| 2024 | It's All Happening (con Daniel Allan y Evalyn)       | —                        |

## Premios
| Año  | Organización                     | Recipient(s) | Categoría                    | Resultado |
| ---- | -------------------------------- | ------------ | ---------------------------- | --------- |
| 2017 | Electronic Music Awards          | San Holo     | Artista nuevo del Año        | Nominado  |
| 2019 | International Dance Music Awards | San Holo     | Breakthrough Artista del Año | Ganador   |